# TOCA Race Driver 3
TOCA Race Driver 3 (znana też jako ToCA Race Driver 3, a w Stanach Zjednoczonych znana jako TOCA Race Driver 2006) – wyścigowa gra komputerowa wyprodukowana i wydana w 2006 przez Codemasters. Jest to piąta część serii ToCA.

## Rozgrywka
- W grze gracz ma do wyboru tryb kariery "World Tour"[2].
- 31 rodzajów mistrzostw samochodowych, m.in. Honda Series, Toy cars, Slot Cars, British GT, Muscle Cars, V8 Supercars, DTM, Monster Trucks, Baja Motocross, Formula Palmer Audi, Historic Grand Prix, Touring Sports Cars, Formuła 3 i BMW Williams F1[2].
- 70 licencjonowanych pojazdów
- 80 tras wyścigowych
- Autentyczne trasy znane z oficjalnych mistrzostw[3].